# Colorno
Colorno est une commune italienne de la province de Parme, dans la région Émilie-Romagne.

## Géographie

### Toponymie
Le nom de Colorno apparait la première fois dans un document de novembre 953 et par la suite dans un acte de 1004 d'Albertus Caputlurniensis, qui cède à l'Église un moulin situé sur le canal Lorno qui appartient à l'évêché de Parme. Le village se trouve alors à la jonction des rivières Lorno et Parma.

## Histoire
Le premier seigneur de Colorno est donc l'évêque de Parme qui, vers le milieu du XIIIe siècle, la vend à la Commune de Parme qui l'acquiert afin d'en faire un avant-poste fortifié pour protéger Parme des attaques provenant du nord.
Colorno est une des rares villes à résister à l'avance de Frédéric II du Saint-Empire, en 1247, venu à Parme pour punir la Commune d'être passée dans le camp des Guelfes. 
Celui-ci, dans la nuit, s'avança le long du cours de la Parme en direction du camp ennemi, c'est à cet endroit que la Parme fit le reste, chargé de terre et de morceaux de bois, gonflant et inondant les terres, elle défit l'armée.
Mais Colorno est trop souvent endommagée par les forces de la nature, et à la suite d'un terrible incendie et d'inondations, Colorno est reconstruite, cette fois sur le côté droit de la Parme, à l'intérieur de nouvelles fortifications construites par Azzo da Correggio en 1337.
Après avoir été, non sans douleur, le fief des Terzi, Colorno est donnée en 1458 par Francesco Sforza, duc de Milan, à son neveu Roberto Sanseverino, ville que la famille conserve jusqu'en 1612, année au cours laquelle elle est rattachée à la maison Ducale de Parme gouvernée par les Farnèse qui ont reçu le nouveau duché de Parme et Plaisance par le pape Paul III Farnèse en 1545.
La famille Sanseverino contribue à l'expansion de Colorno d'abord avec Roberto, qui commence le projet du jardin, puis avec Barbara Sanseverino, qui transforme cette résidence militaire en une demeure seigneuriale. D'importants travaux de rénovations notamment la transformation des remparts crénelés en d'élégantes tours nécessite la venue à la cour d'artistes et d'architectes célèbres dont Ferdinando Galli da Bibiena.
Au cours de cette période, l'église de San Liborio, la Longara, le Palazzo Bruciato, la Torre delle Acque, l'Aranciaia et l'église della Santissima Annunziata sont construits.
En 1734, Colorno est le centre d'affrontements qui opposent les troupes franco-piémontaises aux Autrichiens durant la guerre de Succession de Pologne: l'armée autrichienne forte de 60 000 hommes s'avança vers le Pô avec l'objectif de pénétrer dans les territoires de Modène et de Parme pour prendre à revers les franco-piémontais afin de les obliger à se retirer. Le commandant des troupes, le prince de Wurtemberg, en l'absence de feld-maréchal Mercy, occupa par surprise Colorno, mais il fut, peu après contraint de se retirer en raison de l'arrivée des troupes de Charles-Emmanuel II de Savoie.
Avec Philippe Ier de Parme, le deuxième fils d'Élisabeth Farnèse, puis avec son fils Ferdinand, Colorno devient « le Versailles des Ducs de Parme » grâce à l'intervention d'artistes tels qie Ennemond Alexandre Petitot.
Ferdinand réalise de grandes modifications, il est à l'origine de l'aménagement de la place après la démolition des maisons vers le fleuve, la construction du pont de San Giovanni, la reconstruction des églises de San Liborio et de San Stefano, la construction du casino et de l'Oratoire de Copermio, la construction du couvent des Dominicains.
Un médaillon de bronze sur la façade de l'église de San Liborio porte l'inscription en hébreu Jhwh qui rappelle la grande dévotion du duc qui favorisa la conversion des Juifs de Colorno qui disposaient d'un ghetto et d'une synagogue à côté de église de Santa Margherita.
1798 marque le retour des Jésuites qui avaient été chassés par le Premier ministre Du Tillot. Grâce à leur influence sur la cour, il crée un noviciat dans le couvent qui en 1794 devait recevoir l'hôpital San Mauro Abate.
À la mort de Ferdinand, le duché de Parme, Plaisance et Guastalla est annexé par la France et en 1807 le palais de Colorno est déclaré palais impérial. Après la chute Napoléon, le congrès de Vienne donne le duché à Marie-Louise d'Autriche, qui passe la nuit à Colorno le 20 avril 1816 avant de prendre ses fonctions de souveraine à Parme. Marie-Louise restaure le palais et transforme le jardin. 
L'unification du duché au royaume d'Italie marque le début du démembrement des propriétés, l'ameublement est vendu, les édifices publics sont vendus, les forêts sont mises en culture et en 1872, le palais et le couvent des Dominicains sont transformés en hôpital psychiatrique. Actuellement[Quand ?] les bâtiments restaurés ont été restitués au public.

## Monuments

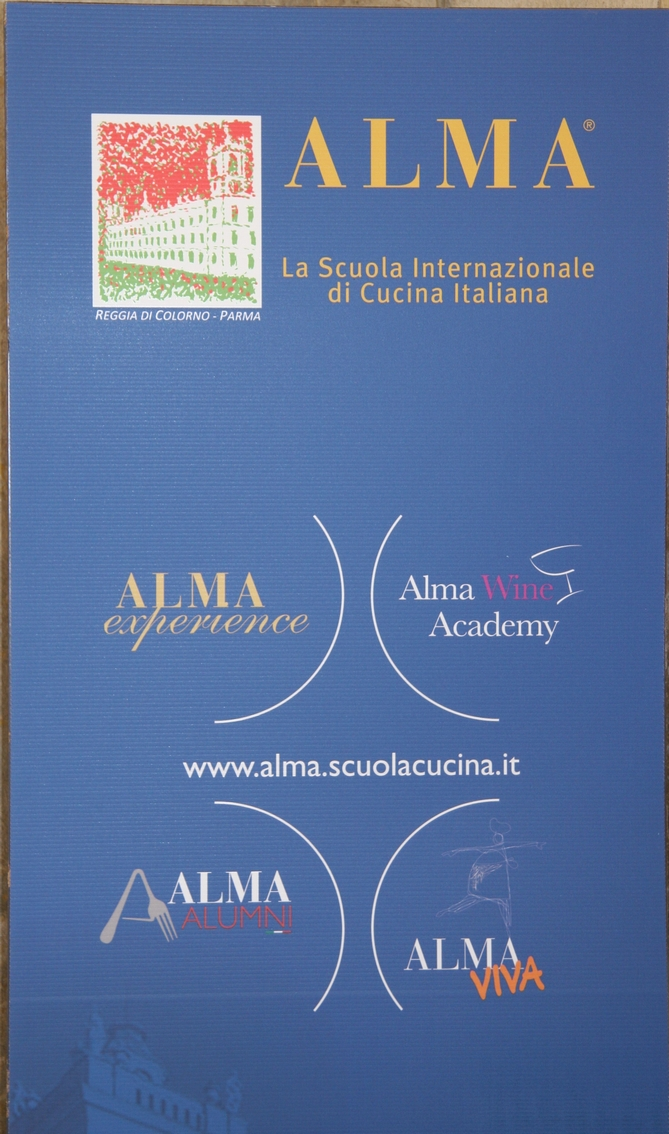
École internationale de la cuisine italienne.

- Le Palazzo Ducale et la chapelle ducale de San Liborio (XVIIIe siècle). L'église accueille aussi le célèbre orgue Serassi (1796) ; le palais accueille aussi les cours de l'Università di Scienze Gastronomiche.
- Églises de Santa Margherita (XVIe siècle), Santo Stefano (XVIIIe siècle), la Minima Domus.

## Administration
| Période                                  | Période  | Identité       | Étiquette                     | Qualité |
| ---------------------------------------- | -------- | -------------- | ----------------------------- | ------- |
| 13/06/2004                               | En cours | Stefano Gelati | Centre gauche (Liste Civique) | maire   |
| Les données manquantes sont à compléter. |          |                |                               |         |

### Hameaux
Argine, Ca'Basse, Cadassa, Casello, Chiesa, Copernio, Corte e Parrocchia, Mezzano Rondani, Osteria, Sacca, Sanguigna, Stazione, Trai, Vedole

### Communes limitrophes
Casalmaggiore, Gussola, Martignana di Po, Mezzani, Sissa, Torrile